# Klaus Eberhardt (Szenenbildner)
Klaus Eberhardt (* 1. Januar 1933 in Gera; † 2010) war ein deutscher Szenenbildner.

## Leben und Werk
Eberhardt studierte von 1950 bis 1956 an der Hochschule für Bildende Künste Dresden Malerei bei Erich Fraaß und Heinz Lohmar und dann Szenografie bei Karl von Appen und Hans Reichard (1907–1989). Dabei machte er 1955 ein Praktikum als Bühnenmaler an den Staatstheatern Dresden. Nach dem Studium arbeitete er als Angestellter und ab 1957 freischaffend als Szenenbildner im DEFA-Studio für Trickfilme in Dresden. 1960 erwarb er das Hochschuldiplom als Szenenbildner.
Eberhardt war, vor allem in Zusammenarbeit mit den Regisseuren Bruno J. Böttge, Günter Rätz, Carl Schröder und Herbert K. Schulz, an mehr als 77 Trick- und Handpuppen-Filmen beteiligt, von denen viele große Popularität erlangten.
Eberhard war bis 1990 Mitglied des Verbands Bildender Künstler der DDR.
Nach der deutschen Wiedervereinigung endete 1990 Eberhardts Tätigkeit für das Trickfilmstudio. Er blieb jedoch in Dresden weiter freischaffend tätig. 

## Filmographie (Auswahl)
- Des Kaisers neue Kleider (1956)[1]
- Das Zauberfass (1957)[2]
- Der Wunderdoktor (1957)[3]
- Der Wunderbogen (1958)[4]
- Teddy Brumm (1958)[5]
- Gleich links hinterm Mond (1959)[6]
- Der ungeschickte kleine Elefant (1959)[7]
- König der Tiere (1959)[8]
- Der Roßdieb zu Fünssing (1961)[9]
- Der Teufel mit den drei goldenen Haaren (1963)[10]
- Der Teufel auf Besuch (1966)[11]
- Kasper und die Heinzelmännchen (1966/1967)[12]
- Der Apostel (1969)
- Das Zauberschloss (1974)[13]
- Das gestörte Fest (1977)[14]
- Wer Sieben spricht, der lügt (1979)[15]
- Hassans Flöte (1981)

## Teilnahme an zentralen und wichtigen regionalen Ausstellungen in der DDR
- 1982/1983 und 1987/1988: Dresden, IX. und X. Kunstausstellung der DDR
- 1985: Dresden, Bezirkskunstausstellung